# Université de l'Alaska à Fairbanks
Pour les articles homonymes, voir UAF.
L'université de l'Alaska à Fairbanks (en anglais : University of Alaska Fairbanks, UAF) est une université américaine située à Fairbanks dans l'État de l'Alaska. Elle est l'une des trois composantes de l'université d'Alaska.

## Personnalités liées à l'université
- Jane Hirshfield
- Michael Krauss
- Célia Sapart, climatologue, y a étudié dans les années 2000

## Coopérations
Sur les thèmes liés au climat et au pergélisol ou à la biodiversité des écosystèmes circum-arctiques, l'université de Fairbanks coopère notamment, avec la station scientifique du Nord-Est de Sergueï Afanassievitch Zimov à Tcherski (République de Sakha, Russie).